# Endsieg
Endsieg in tedesco significa "vittoria finale". È generalmente usato per denotare una vittoria alla fine di una guerra o di un conflitto.

## Uso nella storia
La parola è stata usata anche nella prima guerra mondiale. Adolf Hitler ha usato il termine Endsieg nel suo libro Mein Kampf (La mia lotta) nel 1925 quando ha posto la domanda retorica se il destino voleva che il popolo ebraico ottenesse la vittoria finale.
Negli anni '30 e '40, la parola era ampiamente usata nella propaganda della Germania nazista, soprattutto durante la seconda Guerra Mondiale. Endsieg faceva parte della dottrina nazista : nonostante le perdite temporanee, il Terzo Reich alla fine avrebbe prevalso, e quindi qualsiasi rottura nella fedeltà all'ideologia nazista non doveva essere tollerata. Questa evocazione della vittoria finale divenne più disperata nel 1943 quando i successi alleati costrinsero la Germania sulla difensiva, ad esempio si propagò l'idea che l'Endsieg, a causa della superiorità della razza ariana, era inevitabile. Joseph Goebbels parlava ancora dell'Endsieg fino al marzo 1945.